# Gurania lignosa
Gurania lignosa är en gurkväxtart som beskrevs av Célestin Alfred Cogniaux. Gurania lignosa ingår i släktet Gurania och familjen gurkväxter. Inga underarter finns listade i Catalogue of Life.